# Eger Challenger
L'Eger Challenger è stato un torneo professionistico di tennis giocato su campi in terra rossa. Faceva parte dell'ATP Challenger Series. Si giocava annualmente a Eger in Ungheria.

## Albo d'oro

### Singolare
| Anno | Campione      | Finalista      | Punteggio     |
| ---- | ------------- | -------------- | ------------- |
| 1989 | Richard Vogel | Libor Pimek    | 2–6, 7–5, 6–1 |
| 1988 | Karel Nováček | Martin Střelba | 7–5, 6–1      |

### Doppio
| Anno | Campioni                          | Finalisti                      | Punteggio     |
| ---- | --------------------------------- | ------------------------------ | ------------- |
| 1989 | Branislav Stankovič Richard Vogel | George Cosac Florin Segărceanu | 6–4, 3–6, 7–5 |
| 1988 | Jaroslav Bulant Vojtěch Flégl     | Karel Nováček Richard Vogel    | 6–4, 6–4      |